# Шотландский фонд дикой природы
Шотландский фонд дикой природы, (SWT) (англ. Scottish Wildlife Trust) — шотландская благотворительная организация, занимающаяся сохранением природы Шотландии. Находится под патронажем Чарльза, принца Уэльского, Герцога Ротсей.

## История
Шотландский фонд дикой природы был создан в 1964 году, чтобы противостоять возрастающим опасностям, угрожающим фауне Шотландии, «для сохранения биоразнообразия Шотландии на благо нынешнего и будущих поколений». Основатель и первый председатель Фонда — юрист, специалист по сельскохозяйственному законодательству, Чарльз Гибсон Коннелл. Ранее Коннел стал также основателем Шотландского клуба орнитологов, где c 1957 по 1960 занимал пост президента. В 1952 году Коннел был посвящён в рыцари за общественно-политический вклад.
SWT стал 36 фондом охраны дикой природы, работающим на территории Великобритании.
Через два года после создания, в 1966, Фонд открыл один из своих первых заповедников на юге Campsie Hills.
В 1974 году Шотландский фонд дикой природы открывает свой 31 заповедник.
Во второй половине 80-х количество заповедников SWT выросло до 65.

## Основные данные
Сегодня Шотландский фонд дикой природы содержит на территории Шотландии 123 резервата общей площадью более 20 тысяч гектар, а также три экскурсионных центра: Loch of the Lowes (Перт-энд-Кинросс), Montrose Basin (Ангус) и Falls of Clyde (Южный Ланаркшир), трижды в год выпускает журнал Scottish Wildlife.
Заповедники, которыми управляет Фонд, играют национальную и международную роль в сохранении природы.
SWT является единственным национальным обществом, чья деятельность затрагивает энтомологию, но объём работ организации в этом направлении строго ограничен, и большинство её усилий направлено на другие области зоологии.
Фонд призывает к новому подходу к сохранению дикой природы и предлагает свою 25-летнюю масштабную концепцию работ в этом направлении для создания «сети жизнеспособных и устойчивых экосистем, обеспечивающих расширение ареалов обитания аборигенных видов» животных Шотландии.
Шотландский фонд дикой природы работает и осуществляет свои кампании по защите и сохранению дикой природы в тесном сотрудничестве с другими экологическими организациями региона, среди партнеров фонда — The Wildlife Trusts, Scottish Natural Heritage, правительственные ведомства, занимающиеся охраной природы.

## Некоторые заповедники SWT
- Бемерсайд-Мосс[англ.]
- Остров Ханда
- Остров Шиллай
- Водопады Клайда[англ.]
- Бассейн Монтроуза[англ.]
- Лох-Флит[англ.]
- Лох-оф-зе-Лоуз[англ.]
- Заповедник Пис-Дин[англ.]